# Антонова Катерина Тимофіївна
Катери́на Тимофі́ївна Анто́нова (25 жовтня 1928, село Градівка, тепер Веселинівського району Миколаївської області — 9 грудня 2020, місто Одеса) — українська радянська діячка, завідувачка молочнотоварної ферми колгоспу імені Карла Лібкнехта Овідіопольського району Одеської області. Герой Соціалістичної Праці (22.03.1966). Член ЦК КПУ в 1966—1986 роках.

## Біографія
У 1944—1948 роках — колгоспниця на підсобних роботах, у 1948—1950 роках — свинарка колгоспу імені ХХ-річчя Жовтневої революції селища Чорноморка Одеського приміського району Одеської області.
У 1950—1954 роках — свинарка, у 1954—1964 роках — доярка колгоспу імені Карла Лібкнехта селища Чорноморка Біляївського району Одеської області.
Член КПРС з 1960 року.
У 1964—1992 роках — завідувачка молочнотоварної ферми, завідувачка складу заготівель кормів колгоспу імені Карла Лібкнехта селища Чорноморка (передмістя міста Одеси) Овідіопольського району Одеської області.
З 1992 року — на пенсії в місті Одесі.

## Нагороди
- Герой Соціалістичної Праці (22.03.1966)
- два ордени Леніна (22.03.1966; 4.03.1982)
- орден Жовтневої Революції (24.12.1976)
- два ордени Трудового Червоного Прапора (26.02.1958; 8.04.1971)
- три золоті медалі ВДНГ СРСР (1958, 1974, 1977)
- три срібні медалі ВДНГ СРСР (1957, 1966, 1969)
- медалі